# Nieul-le-Virouil

Nieul-le-Virouil este o comună în departamentul Charente-Maritime, Franța. În 1 ianuarie 2022 avea o populație de 577 de locuitori.